# Näldsjön
Näldsjön ist ein See in der schwedischen Gemeinde Krokom in der Provinz Jämtlands län. 

## Lage
Der See ist etwa 25 km lang. Er erstreckt sich von Nordwesten nach Südosten. Der Zufluss erfolgt durch Nästån. Der Abfluss befindet sich in Nälden.

## Orte und Verkehr
Am Ufer liegen verschiedene Dörfer der umgebenden Kirchengemeinden: 
- Kirchengemeinde Offerdal: Änge, Lungret, Stavre, Könsta
- Kirchengemeinde Aspås: Aspåsböle
- Kirchengemeinde Näskott: Nälden

Nälden liegt an der Europastraße 14 zwischen Östersund und Åre, etwa 30 Kilometer nordwestlich von der jämtländischen Residenzstadt Östersund entfernt.
Dampfschiffverkehr wurde auf dem See im 19. und 20. Jahrhundert betrieben.